# Francesca Bortolozziová
Francesca Bortolozziová provdaná Francesca Borellaová (* 4. května 1968 Padova, Itálie) je bývalá italská sportovní šermířka, která se specializovala na šerm fleretem.
Itálii reprezentovala v osmdesátých a devadesátých letech. Na olympijských hrách startovala v roce 1988, 1992 a 1996 v soutěži jednotlivkyň a družstev. V roce 1993 získala v soutěži jednotlivkyň titul mistryně světa. S italským družstvem fleretistek vybojovala na olympijských hrách dvě zlaté (1992, 1996) a jednu stříbrnou (1988) olympijskou medaili. S družstvem fleretistek vybojovala celkem tři tituly mistryň světa (1990, 1991, 1995).